# Hill View Heights
Hill View Heights é uma região censo-designada localizada no estado norte-americano de Wyoming, no Condado de Weston.

## Demografia
Segundo o censo norte-americano de 2000, a sua população era de 166 habitantes.

## Geografia
De acordo com o United States Census Bureau tem uma área de 5,7 quilômetros quadrados, dos quais 5,7 quilômetros quadrados são cobertos por terra e 0,0 quilômetros quadrados são cobertos por água.

## Localidades na vizinhança
O diagrama seguinte representa as localidades num raio de 60 quilômetros ao redor de Hill View Heights.